# Philippe de Commines

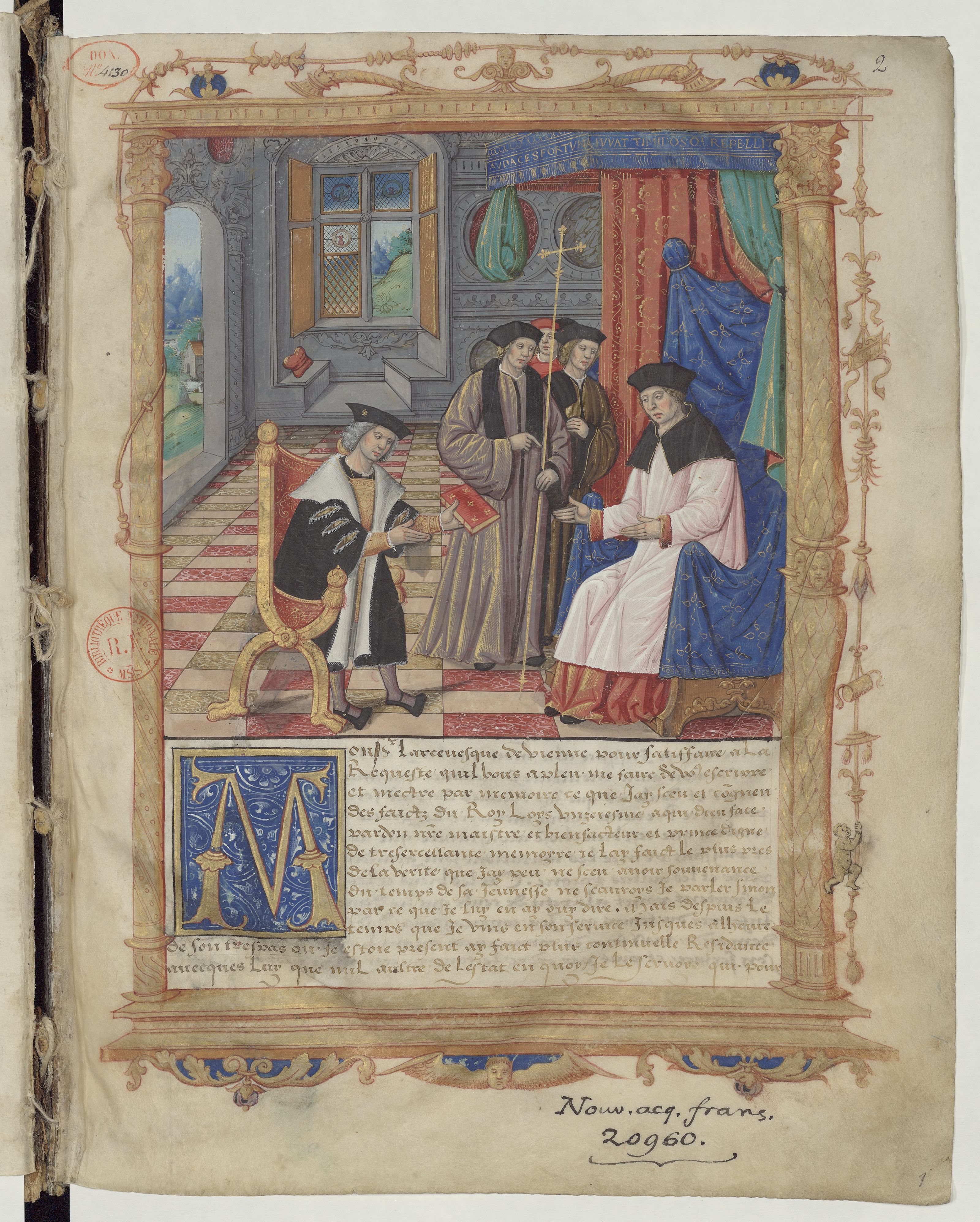
Philippe de Commyne wręcza swój manuskrypt prałatowi Angelo Cato. Miniatura na pergaminie.

Philippe de Commines (ur. 1447, zm. ok. 1511) był francuskim dyplomatą. 
Mimo że nie był ani historykiem, ani kronikarzem, jego analizy czasów mu współczesnych przeszły do historii i uczyniły go jednym z najbardziej unikatowych ludzi tamtego okresu. De Commines służył na dworze Ludwika XI i Karola VIII.